# Kathy Sáenz
Kathy Sáenz Herrera (Bogotá, 11 de enero de 1972) es una exreina de belleza, actriz y presentadora de televisión colombiana.

## Trayectoria
Ha tenido personajes memorables en las telenovelas colombianas como Paulina Riascos "La hiena" en la gran producción de RCN Pura Sangre y Jimena Guerrero en la exitosa producción del 2005 Juegos prohibidos.
En 1992 representó a Bogotá en el Concurso Nacional de Belleza de Colombia donde obtuvo el título de ‘’Señorita Colombia Internacional’’ llamado coloquialmente virreina nacional, el cual le dio la llave para representar a Colombia en el Miss Internacional 1993 donde fue semifinalista y resultó ganadora del premio al mejor traje artesanal. 
Kathy Pertenece a una dinastía de reinas ya que es hermana de Mary Shirley Sáenz, Señorita Colombia 1977 y de Julie Pauline Sáenz, Señorita Colombia 1982.

## Filmografía

### Televisión
| Año       | Título                   | Personaje                                 |
| --------- | ------------------------ | ----------------------------------------- |
| 2019      | La gloria de Lucho       | Patricia Valencia                         |
| 2016      | Mujeres asesinas         | Pilar, la esposa                          |
| 2015-2016 | Las santísimas           | Helena                                    |
| 2014      | Los graduados            | Laura "Lali" Vallejo                      |
| 2013      | Amo de Casa              | Mireya                                    |
| 2011-2012 | Primera dama             | Ana Milena San Juan                       |
| 2010-2011 | Un sueño llamado salsa   | Luvica                                    |
| 2009      | El penúltimo beso        | Eva María Contento                        |
| 2007-2008 | Pura sangre              | Paulina Riascos de Lagos / Regina Castaño |
| 2005-2006 | Juegos prohibidos        | Jimena Guerrero de Andrade                |
| 2004-2005 | Dora, la celadora        | Juanita                                   |
| 2003-2004 | Amor a la plancha        | Mariana Palacio de Zuleta                 |
| 2001      | Solterita y a la orden   | María Fernanda                            |
| 2000-2002 | Pobre Pablo              | Mariana Correa                            |
| 1993      | La maldición del paraíso |                                           |

## Presentadora
- Magazín
- Panorama

## Cine
- 2013 - Amores peligrosos
- 2004 - Perder es cuestión de método

## Premios y nominaciones

### Premios India Catalina
| Año  | Categoría                | Telenovela o Serie | Resultado |
| ---- | ------------------------ | ------------------ | --------- |
| 2008 | Mejor actriz antagónica  | Pura Sangre        | Ganadora  |
| 2006 | Mejor actriz protagónica | Juegos prohibidos  | Ganadora  |

### Premios TvyNovelas
| Año  | Categoría                              | Telenovela o Serie     | Resultado |
| ---- | -------------------------------------- | ---------------------- | --------- |
| 2015 | Mejor actriz antagónica de telenovela  | Un sueño llamado salsa | Ganadora  |
| 2014 | Mejor actriz protagónica de telenovela | Los Graduados          | Nominada  |
| 2008 | Mejor actriz antagónica                | Pura Sangre            | Ganadora  |
| 2006 | Mejor actriz protagónica               | Juegos prohibidos      | Ganadora  |